# Guaraci (kommun i Brasilien, Paraná)
Guaraci är en kommun i Brasilien.   Den ligger i delstaten Paraná, i den södra delen av landet, 900 km sydväst om huvudstaden Brasília. Antalet invånare är 5 247.
Trakten runt Guaraci består i huvudsak av gräsmarker. Runt Guaraci är det ganska glesbefolkat, med 22 invånare per kvadratkilometer.